# سیارک ۲۴۱۴۰
سیارک ۲۴۱۴۰ (به انگلیسی: 24140 Evanmirts، نامگذاری:1999VQ89) بیست و چهار هزار و صد و چهلمین سیارک کشف شده‌است که در ۵ نوامبر ۱۹۹۹ کشف شد.
قدر مطلق سیارک برابر ۸.۱ است.